# دوغان‌کایا (بسنی)
دوغان‌کایا (به ترکی استانبولی: Doğankaya) یک منطقهٔ مسکونی در ترکیه است که در بسنی واقع شده‌است.